# Parafia Wniebowstąpienia Pańskiego w Jabłonnie
Parafia Wniebowstąpienia Pańskiego w Jabłonnie – parafia rzymskokatolicka w Jabłonnie.
Parafia została erygowana przez bpa Bolesława Pylaka. Pierwszym proboszczem i budowniczym kościoła był ks. Józef Łukasz. Parafia należy do dekanatu Bychawa. 

## Zasięg parafii
Do parafii należą wierni z następujących miejscowości: Jabłonna Pierwsza, Jabłonna Druga i Jabłonna-Majątek.